# Pénis canin
 (avril 2024).
 (mai 2024).
Le contenu est difficilement compréhensible vu les erreurs de traduction, qui sont peut-être dues à l'utilisation d'un logiciel de traduction automatique.

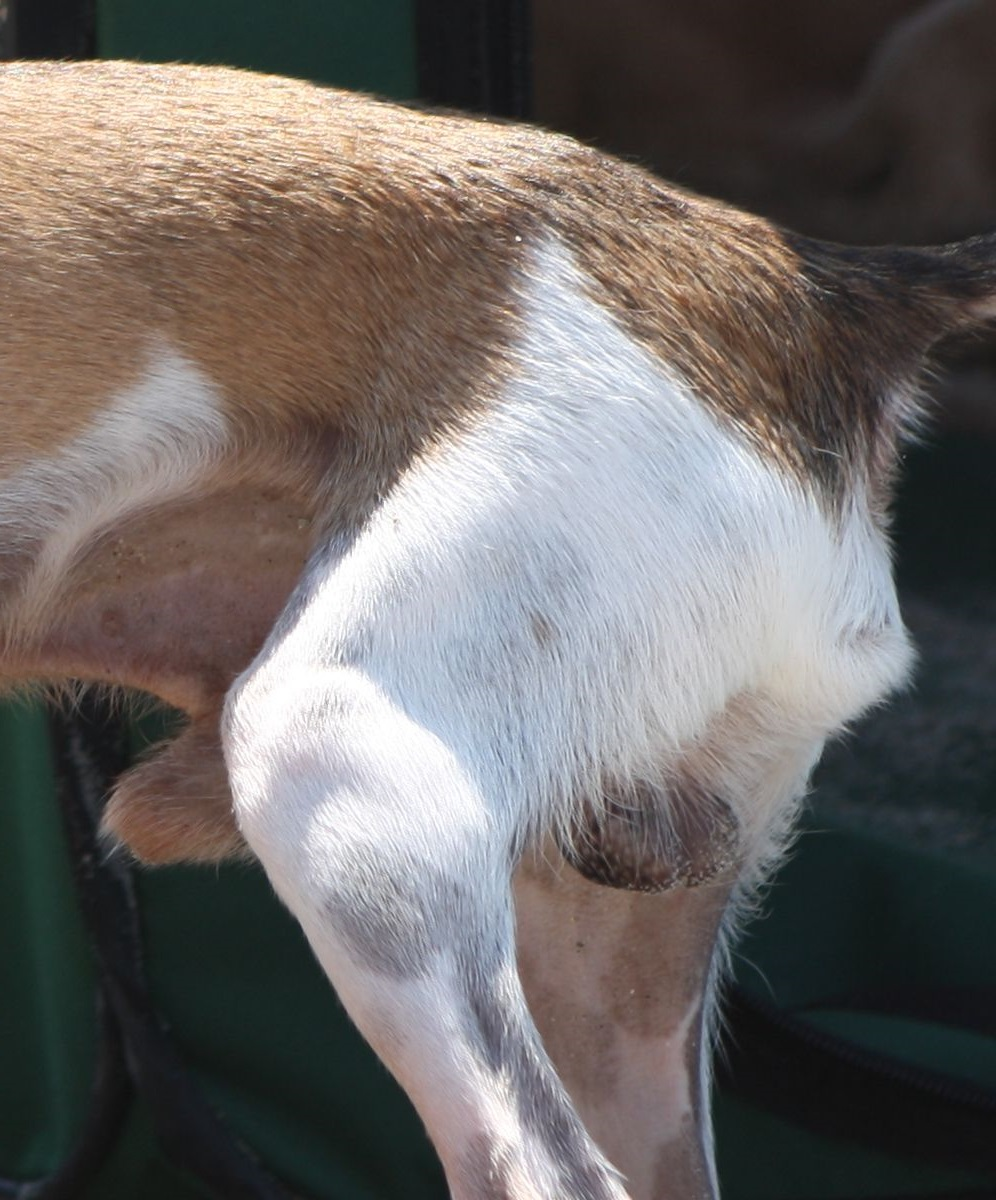
Organes reproducteurs externes d'un chien.

Le pénis canin présente, en comparaison avec la structure générale du pénis des mammifères, une série de particularités anatomiques et fonctionnelles qui sont liées au comportement des espèces canines (chiens, loups, renards, chacals, coyotes, lycaons, etc.) lors de l'accouplement.
L'anatomie de base du pénis est identique chez toutes les espèces de chiens : le gland est divisé en deux parties et, après insertion dans le vagin de la chienne, il gonfle fortement en raison d'un tissu érectile prononcé qui, associé à la musculature vaginale de la chienne, fait que le mâle reste "accroché" jusqu'à 30 minutes après la pénétration. Chez le chien, le trouble fonctionnel le plus courant du pénis est le catarrhe préputial, une sécrétion accrue causée par les glandes de la région préputiale.

## Anatomie et physiologie

### Tissu érectile
Comme chez tous les mammifères, le pénis canin possède trois tissus érectiles, à savoir les deux tissus érectiles péniens appariés (corps caverneux du pénis) et les tissus érectiles urétraux non appariés (corps spongieux du pénis, corps spongieux du pénis). Ce dernier se prolonge dans le gland du pénis sous la forme du corps spongieux du gland (corpus spongiosum glandis). Contrairement à ce qui se passe chez l'homme, la partie du pénis visible lors de l'érection se compose exclusivement du gland ; la tige du pénis avec le corpus spongiosum reste cachée sous la peau de l'espace entre les cuisses et ne gonfle pratiquement pas lors de l'érection. À la base du pénis se trouve le muscle rétracteur du pénis (musculus retractor penis), une paire de muscles lisses qui permettent au chien de rétracter le pénis dans le prépuce.

### Glande
Chez le chien, le gland du pénis est divisé en deux parties : derrière la partie longue (pars longa glandis) se trouve le "bulbe" (bulbus glandis). Celui-ci ne gonfle qu'après la pénétration du vagin et permet au mâle de rester attaché à la chienne pendant un certain temps (15 à 30 minutes) après l'éjaculation ("suspension"). Le gonflement est dû au remplissage des corps caverneux du gland du pénis (corpus spongiosum glandis) qui, chez le chien, contrairement à la plupart des autres mammifères, augmente fortement parce que le muscle ischiourétral bloque l'écoulement du sang par la veine dorsale du pénis. Cela augmente les chances de fécondation et empêche les autres membres de la meute de s'accoupler avec la chienne, du moins à court terme. Derrière le bulbe, le pénis est très souple dans le plan horizontal, même en érection, ce qui permet au mâle de descendre en suspension.

### Corps du pénis
La hampe du pénis du chien n'est pas visible, même pendant l'érection. Cependant, on peut facilement sentir son parcours qui commence juste derrière le bulbe entre les pattes arrière jusqu'à l'anus.

### Os du pénis et urètre
L'os du pénis (vous penis) se trouve dans le corps spongieux. Ceci permet au mâle pénétrer dans le vagin de la chienne avant même que le pénis soit gonflé. L'urètre passe par un sillon ouvert le long de l'os du pénis et se termine à l'extrémité du pénis (processus urétral), qui est parfois appelé "gans clitoris" en raison de son apparence et de sa sensibilité extraordinaire. Cela est dû au fait que l'extrémité antérieure de l'os du pénis est reliée à la peau de l'extrémité du pénis par une structure cartilagineuse à l'intérieur. Si le pénis gonfle pendant l'érection, l'os et le cartilage conservent la même taille et tirent donc la peau à leur "point d'attache" légèrement vers l'intérieur.

### Prépuce
Le prépuce du pénis (praeputium penis) entoure complètement le gland du pénis lorsqu'il n'est pas en érection. La partie postérieure du prépuce est soudée à la peau abdominale ; la partie antérieure, qui atteint presque l'ombilic, est libre. Le feuillet interne du prépuce (lamelle interne) est recouvert d'une muqueuse cutanée comme le gland, le feuillet externe (lamelle externe) d'un épiderme normal et poilu. L'ouverture du prépuce à la transition entre la lamelle interne et la lamelle externe est appelée ostium praeputiale, la transition entre le prépuce et le pénis est appelée fundus praeputialis ou, plus rarement, fornix («voûte»). Entre le feuillet interne et le pénis se trouve la cavité préputiale (cavum praeputiale) en l'absence d'érection. Le muscle par du prépuce (musculus praeputialis cranialis), un muscle lisse qui tire le prépuce sur le gland du pénis, s'attache à l'avant du prépuce.

### Frénule
Contrairement à ce qui se passe chez l'homme, le frenulum préputial (frenulum praeputii), qui relie le gland et le prépuce, est déchiré chez le chien avant la maturité sexuelle. L'ancienne connexion reste visible sous la forme d'une "couture" (rafhe) sur toute la longueur du gland. Toutefois, dans de rares cas, le frenulum peut rester en place jusqu'à la maturité sexuelle et empêcher alors le mâle de creuser. Cette affection est rare et peut être facilement traitée par le vétérinaire.

### Approvisionnement en sang, drainage lymphatique et innervation
L'irrigation sanguine du pénis provient de l'artère et de la veine péniennes (artère et veine péniennes). L'artère pénienne est la branche terminale de l'artère pudendale interne. Elle se divise en trois branches à la base du pénis : l'artère du bulbe du pénis (bulbi penis artery) alimente les corps caverneux urétraux, l'artère pénienne profonde (profunda penis artery) alimente les corps caverneux péniens. L'artère dorsale du pénis (arteria dorsalis penis) est le plus souvent impaire, elle court le long de la face dorsale du pénis jusqu'à l'extrémité du pénis et alimente le gland du pénis, le prépuce et la peau entourant la hampe du pénis. Chez le chien, elle est complétée par l'artère pénienne antérieure (arteria penis cranialis), qui naît de l'artère pudendale externe. Les vaisseaux lymphatiques du pénis se déversent dans les ganglions lymphatiques inguinaux superficiels (lymphonodi inguinales superficiales. scrotales). Le pénis est innervé par le nerf pénien dorsal, branche terminale du nerf pudendal. Ce nerf reçoit des fibres nerveuses sympathiques et parasympathiques en plus des fibres sensorielles. Les fibres parasympathiques contrôlent l'érection, tandis que les fibres sympathiques contrôlent l'éjaculation. En outre, le nerf génitofémoral et, dans une certaine mesure, les deux premiers nerfs lombaires (nerf ilio-hypogastrique et nerf ilio-inguinal) contribuent à l'innervation du prépuce.

### Éjaculation
L'éjaculation chez le chien, contrairement à celle de l'homme, se déroule en trois phases. La première, la fraction pauvre en spermatozoïdes, est émise pendant la pénétration jusqu'à ce que le pénis atteigne l'érection complète. La deuxième, riche en spermatozoïdes, est émise peu après l'érection complète du pénis. La troisième fraction, également pauvre en spermatozoïdes, est libérée pendant le reste de la phase de suspension et a de loin le plus grand volume des trois fractions.
Après la fin de l'éjaculation, il est fréquent que le chien adopte un comportement séminophage, léchant et avalant son pénis afin de se nettoyer.

## Maladies
Les maladies suivantes décrites pour le chien domestique aussi s'appliquent, au moins en partie, à autres chiens.

### Rhume prépucial
Le catarrhe préputial est causé par une activité sécrétoire accrue des glandes du feuillet interne du prépuce et se manifeste par la sécrétion d'un mucus blanc jaunâtre, trouble, à l'ouverture du prépuce. C'est la maladie la plus fréquente du pénis du chien. Elle se distingue de la balanoposthite par l'absence de symptômes inflammatoires (chaleur, rougeur, gonflement, douleur). Un léger catarrhe préputial est présent chez de nombreux chiens adultes et est généralement cliniquement insignifiant. Les antibiotiques n'améliorent pas les symptômes. L'approche thérapeutique habituelle consiste en une irrigation répétée du prépuce avec des désinfectants doux tels qu'une solution de chlorhexidine ou des substances apaisantes telles qu'un extrait de camomille dilué. Comme pour la balanoposthite (voir ci-dessous), la présence d'autres causes possibles, telles que des corps étrangers, doit être exclue avant d'entamer un traitement symptomatique du catarrhe préputial.

### Balanopostitis
Contrairement au catarrhe préputial, l'inflammation du gland et du prépuce du pénis (balanoposthite) s'accompagne de symptômes inflammatoires évidents. La muqueuse du pénis et du prépuce présente une rougeur irrégulière ; comme dans le cas du catarrhe préputial, un écoulement purulent-muqueux (mucopurulent) est sécrété, selon les bactéries en cause, de couleur blanchâtre, jaunâtre ou verdâtre, qui, dans les cas graves, peut également devenir purulent à fétide. Dans les cas graves, la muqueuse des organes génitaux peut prendre une structure superficielle rugueuse causée par l'inflammation des follicules lymphatiques. Toutefois, si les symptômes s'aggravent, l'administration locale (pommades) ou systémique d'antibiotiques peut s'avérer nécessaire. Avant tout traitement symptomatique, il est essentiel d'examiner le chien à la recherche de problèmes sous-jacents, tels que des corps étrangers ou autres.

### Corps étrangers
Il arrive que des corps étrangers soient retrouvés dans la cavité préputiale.Il s'agit souvent d'échardes qui, en raison de leur structure superficielle, pénètrent de plus en plus profondément et provoquent une balanoposthite. Il arrive aussi que des poils pénètrent dans la cavité préputiale, ce qui provoque également une balanoposthite et, dans les cas les plus graves, une strangulation et la mort de certaines parties du pénis.

### Calculs urinaires
Comme l'urètre du chien passe par une rainure dans l'os du pénis et n'est donc pas très flexible, les calculs urinaires expulsés de la vessie restent souvent coincés dans la constriction ainsi créée, ce qui entraîne l'obstruction de l'urètre.Si, de ce fait, l'écoulement de l'urine est complètement empêché, le chien ne peut plus excréter les produits métaboliques toxiques contenus dans l'urine et des symptômes graves d'urémie postrénale se développent assez rapidement. L'obstruction complète de l'urètre est une urgence urologique. Les chiens atteints essaient à plusieurs reprises d'uriner sans succès, sont agités et se lèchent le pénis. Au fur et à mesure que la maladie progresse, des symptômes urémiques apparaissent, ainsi que des modifications de l'équilibre électrolytique, qui peuvent entraîner des arythmies cardiaques et finalement la mort. Le traitement consiste en l'ablation chirurgicale des calculs urinaires, ainsi qu'en un traitement de leur cause.

### Fimosis
Le phimosis se manifeste par une ouverture anormalement petite du prépuce, qui empêche le pénis de se montrer et, dans les cas les plus graves, provoque également des problèmes de miction.Le phimosis peut être congénital, mais il peut aussi être acquis par des cicatrices, des processus inflammatoires chroniques ou des néoplasmes.Le phimosis passe souvent inaperçu jusqu'à la première tentative d'accouplement.Si nécessaire, l'ouverture du prépuce peut être élargie chirurgicalement.Le diagnostic différentiel le plus important est le frénateur préputial persistant (voir ci-dessus).

### Parafimosis
En cas de paraphimosis, le pénis en érection ne peut plus se rétracter dans le prépuce. Cela entraîne une strangulation et un gonflement œdémateux de la partie exposée du pénis, qui peut se nécroser. Le paraphimosis est une urgence andrologique et doit être corrigé le plus rapidement possible. La cause du paraphimosis peut être, d'une part, un léger phimosis et, d'autre part, une invagination de la couche externe du prépuce dans la cavité du prépuce, qui bloque la rétraction du pénis dans le prépuce.Le traitement consiste en une correction manuelle soigneuse de cette inversion avec une application généreuse de lubrifiant.Dans les cas avancés, une intervention chirurgicale peut toutefois s'avérer nécessaire.

### Maladies tumorales
Les tumeurs du pénis et du prépuce chez les chiens domestiques sont rares en Europe centrale. La tumeur vénérienne transmissible, une tumeur maligne sexuellement transmissible, survient le plus souvent dans les régions tropicales et subtropicales et est également le type de tumeur le plus fréquemment diagnostiqué dans le pénis du chien, de même que les carcinomes épidermoïdes, les adénocarcinomes, les hémangioendothéliomes malins, les fibrosarcomes, les papillomes, les lymphomes, les fibromes et les hémangiomes se produisent dans la zone muqueuse du pénis.Le prépuce peut être affecté par toutes les tumeurs cutanées. Les plus fréquentes sont les mélanomes, les mastocytomes et les carcinomes épidermoïdes.

### Fracture de l'os du pénis
La fracture de l'os pénien est rare, mais elle peut entraîner des problèmes de miction jusqu'à la rétention urinaire en raison de l'obstruction ou de la rupture de l'urètre et, à long terme, des problèmes d'accouplement en raison de la courbure du pénis. Les causes comprennent les accidents de la route, mais aussi les abus (en particulier les coups de pied). La fracture est diagnostiquée par radiographie. Les fractures non déplacées ne sont généralement pas opérées car le pénis offre un soutien suffisant ; toutefois, une sonde à demeure peut être insérée pour stabiliser la situation et assurer l'écoulement de l'urine. Les fractures dont les extrémités sont déplacées sont traitées chirurgicalement et fixées à l'aide d'un fil orthopédique. Les ruptures de l'urètre doivent également être corrigées chirurgicalement ; pendant la cicatrisation, le cal qui se forme peut provoquer une obstruction de l'urètre. L'amputation du pénis peut être envisagée comme alternative à la réduction et à la fixation chirurgicales.

### Herpès
Le virus de l'herpès canin peut infecter la muqueuse du pénis et le prépuce des chiens mâles.Il s'agit généralement d'une infection persistante inapparente, les signes cliniques n'apparaissant que rarement et irrégulièrement, même chez un chien infecté. Les épidémies peuvent être déclenchées par le stress ainsi que par un traitement aux corticostéroïdes et se traduisent par une inflammation vésiculaire de la muqueuse génitale ("boutons de fièvre"). Toutefois, les virus sont excrétés à intervalles irréguliers, même en l'absence de lésions sur le pénis, de sorte que les chiens mâles affectés peuvent être infectieux malgré un pénis d'apparence clinique normale. Par conséquent, ces chiens ne devraient être utilisés que pour la reproduction avec réserve, car l'infection par l'herpès peut entraîner la mort du chiot.

### Hipospadias
L'hypospadias est une malformation congénitale dans laquelle l'urètre ne se termine pas à l'extrémité du pénis, mais plus loin dans la verge. Cette affection est rare et ne nécessite généralement pas de traitement. Elle n'affecte pas la libido, mais, selon sa gravité, la fertilité peut être limitée. Toutefois, l'hypospadias ayant une composante héréditaire, les hommes atteints doivent être exclus de la reproduction. Dans les cas graves, une intervention chirurgicale peut s'avérer nécessaire.

### Autres maladies
Outre l'hypospadias et le frénateur préputial persistant, d'autres affections familiales ont été décrites : la déformation de l'os pénien peut avoir des conséquences allant de l'incapacité à s'accoupler à la nécrose du gland du pénis. Le raccourcissement congénital du prépuce est également décrit comme une affection familiale et peut également provoquer des lésions péniennes pouvant aller jusqu'à la nécrose du gland du pénis non protégé.